# Exalloniscus nepalensis
Exalloniscus nepalensis is een pissebed uit de familie Oniscidae. De wetenschappelijke naam van de soort is voor het eerst geldig gepubliceerd in 1983 door Schmalfuss.